# Schöne Eiche (Harreshausen)

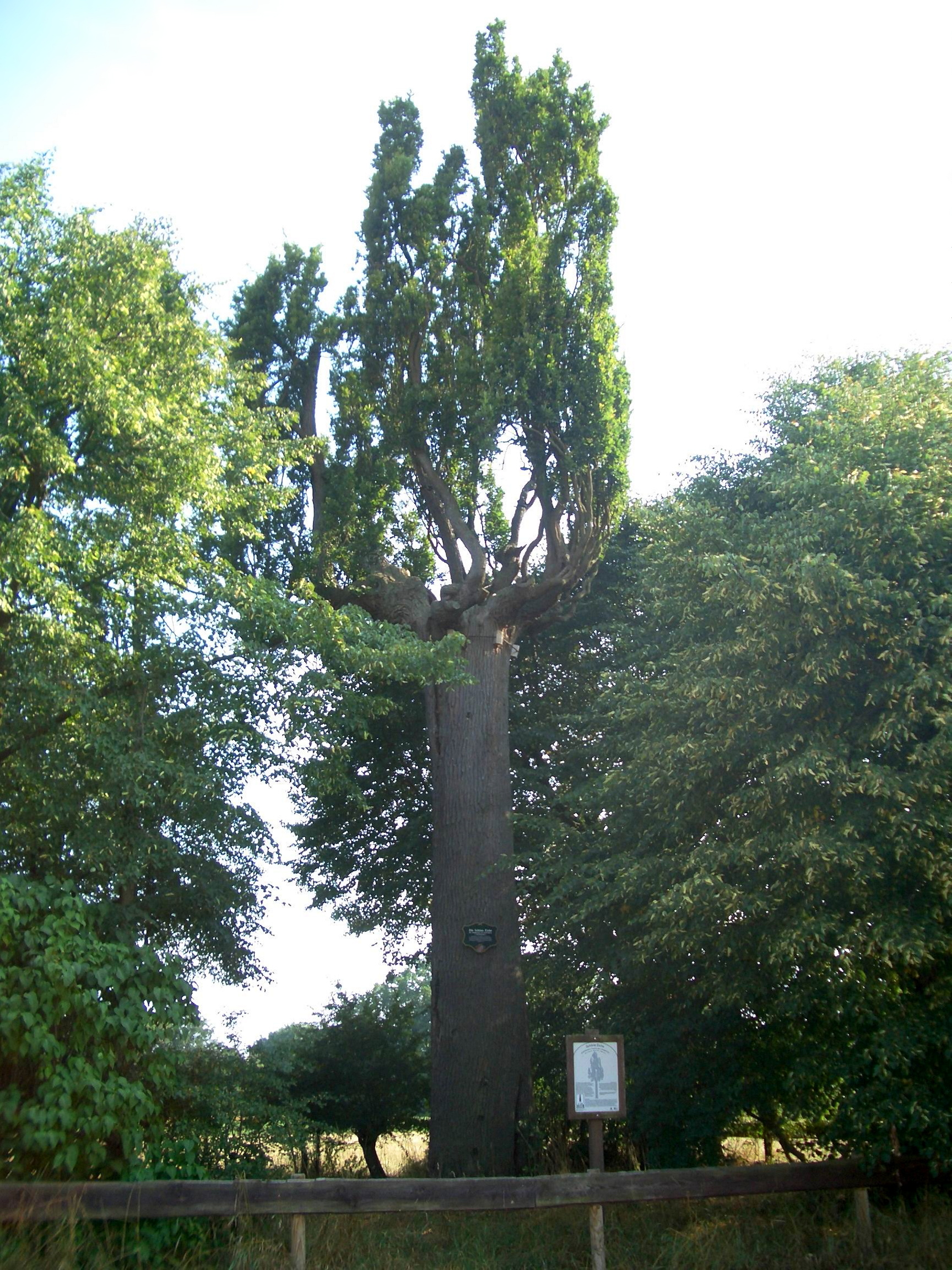
Schöne Eiche bei Harreshausen

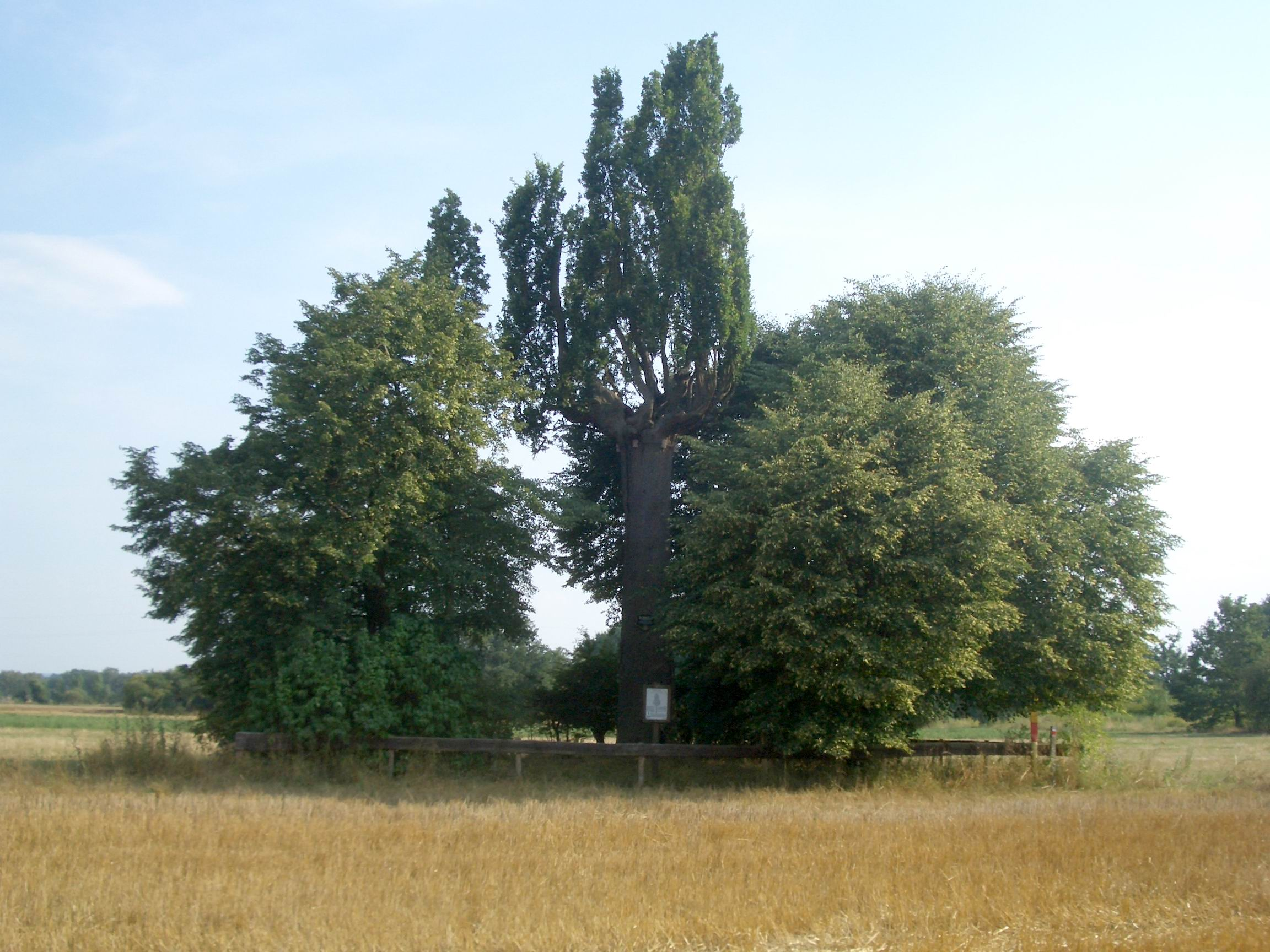
Die Schöne Eiche, umrahmt von weiteren Bäumen

Die Schöne Eiche ist eine markante Stieleiche, die nördlich des hessischen Harreshausen steht. Es handelt sich um eine Säuleneiche. Sie wurde am 8. Oktober 2022 zum Nationalerbe-Baum ernannt.

## Geschichte

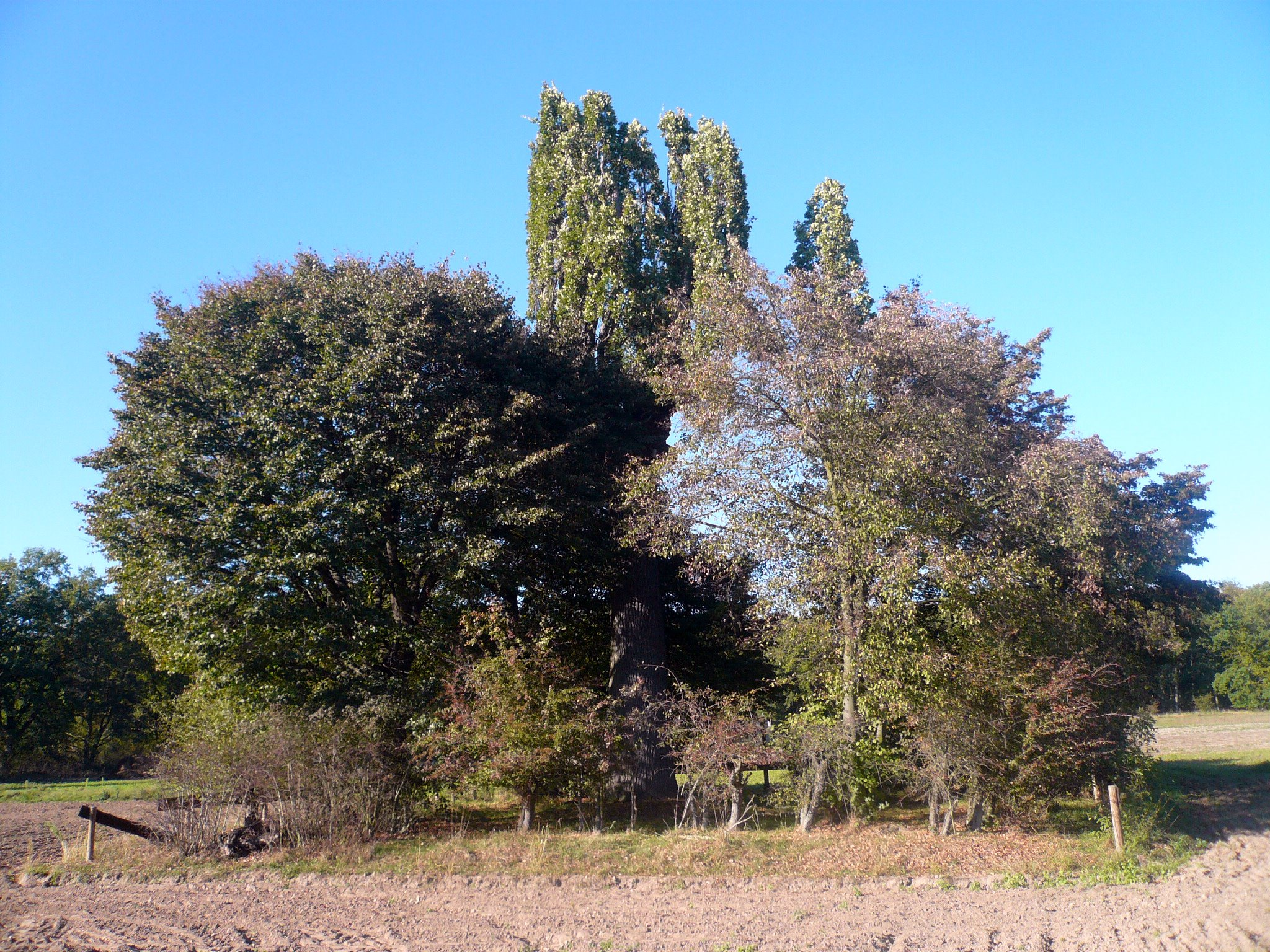
Die Baumgruppe von Süden …

Dieser Baum und seine durch vegetative Vermehrung erzeugten Nachkommen bilden die Sorte Quercus robur Fastigiata. Sie hat wegen ihres charakteristischen Wuchses seit ihrer Entdeckung im 17. Jahrhundert die Aufmerksamkeit von Forstleuten, Botanikern und Naturwissenschaftlern auf sich gezogen. Es gilt als gesichert, dass alle in Mittel- und Nordeuropa vorhandenen Säuleneichen, die wegen ihrer Wuchsform auch Pyramiden- oder Zypresseneichen genannt werden, von ihr abstammen.

## Standort
Koordinaten: 49° 58′ 40″ N, 8° 59′ 5″ O
Die Schöne Eiche steht in einem Stadtteil von Babenhausen im Landkreis Darmstadt-Dieburg im südlichen Hessen, etwa 25 Kilometer südöstlich von Frankfurt am Main auf etwa 120 Meter über Normalhöhennull etwa 600 Meter nördlich von Harreshausen und 2,5 Kilometer nordöstlich von Babenhausen. Sie steht in einer kleinen Baum- und Strauchgruppe aus jungen Eichen, Linden, Weißdorn und Flieder, umrahmt von einem Holzzaun inmitten eines Feldes.

## Beschreibung
Die Schöne Eiche besitzt einen regelmäßig konisch geformten und im unteren Bereich völlig astfreien Stamm mit 4,21 Metern Umfang, auf einem Meter Höhe gemessen. Erst in zwölf Meter Höhe beginnt die Krone; dort endet der Stamm abrupt. Die Seitentriebe wachsen nicht wie bei anderen Eichen mehr oder weniger waagerecht abstehend, sondern straff nach oben. Sie streben nach kurzem horizontalen Austrieb aufwärts, so dass die Hauptäste etwa parallel verlaufen. Die recht unregelmäßige Form geht auf zwei Blitzeinschläge in den Jahren 1871 und 1928 zurück, bei denen große Teile der Baumkrone verloren gingen.

## Alter
Die Schöne Eiche zählt zu den ältesten Bäumen in Hessen. Schätzungen im Jahre 1940 ergaben ein Alter von 500 Jahren. Es wurden zwei Bohrkerne entnommen, mit deren Hilfe das Forstamt Babenhausen das Alter bestimmte, das im Vergleich zu anderen Eichen bei einem Stammumfang von nur 4,21 Metern sehr hoch ist. Ein so hohes Lebensalter im Verhältnis zum Stammdurchmesser findet man in Deutschland in der Regel nur bei Eiben.

## Geschichte

### Entstehung und Entdeckung
Bei der Schönen Eiche handelt es sich um eine dendrologische Besonderheit, eine so genannte Knospenmutation der Stieleiche (vgl.: somatische Mutation). Dies ist wissenschaftlich offenbar nicht eindeutig abgesichert. Wahrscheinlich wuchs dieser Baum schon als Sämling (also etwa im Jahr 1450) säulenförmig. Etwa um 1700 ließ Graf Johann Reinhard III. von Hanau einen einzelnen, seitwärts nach Norden strebenden Ast, der in die Normalform zurück mutiert war, durch seinen Oberförster mit einer Büchse abschießen. Zu dieser Zeit war die Eiche schon als Besonderheit bekannt. Um 1740 entdeckte die Öffentlichkeit den Baum. Der Bereich um den Baum wurde freigeschlagen. In späterer Zeit wurde der gesamte Wald zur Gewinnung von Weideland gerodet, die Schöne Eiche blieb als sogenannter Überhälter allein stehen.

### Wachsender Bekanntheitsgrad

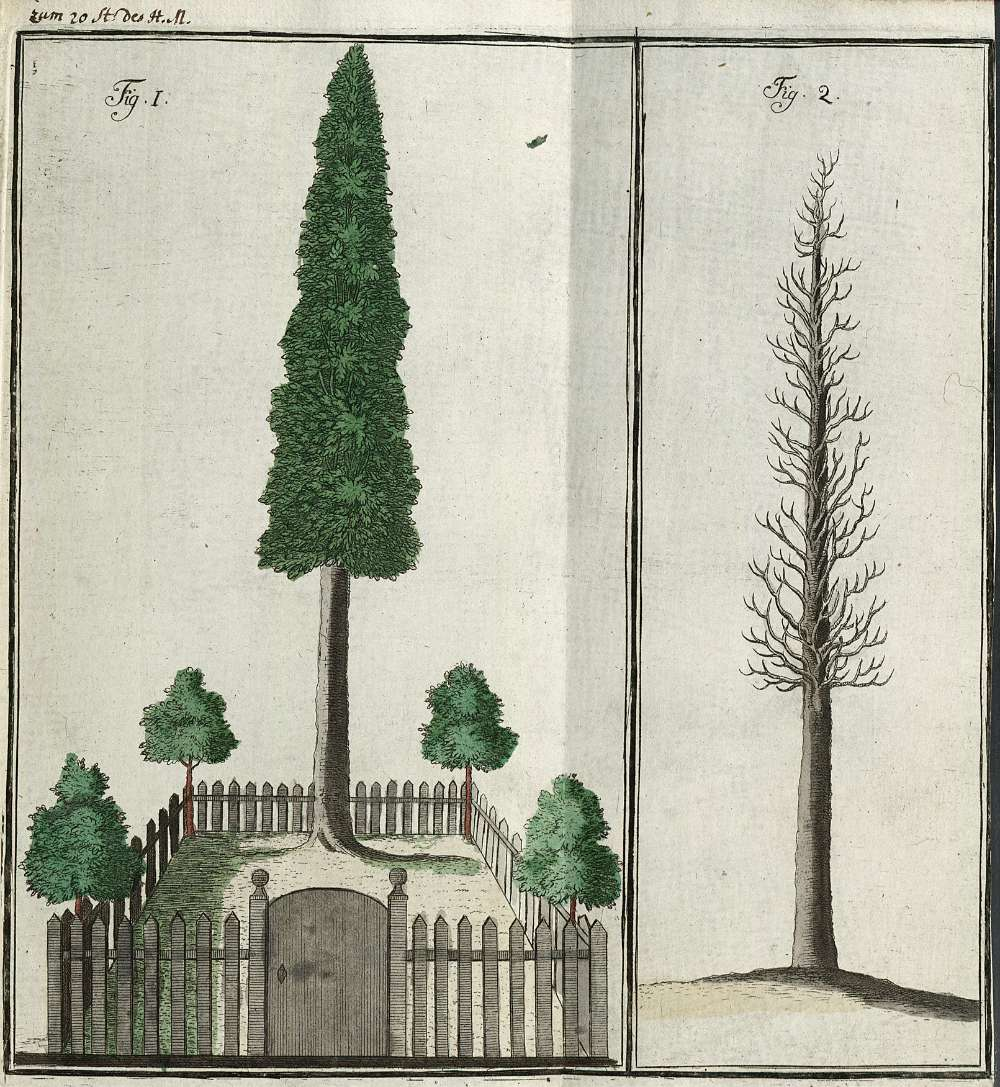
Kolorierter Kupferstich im Hanauischen Magazin (1781)

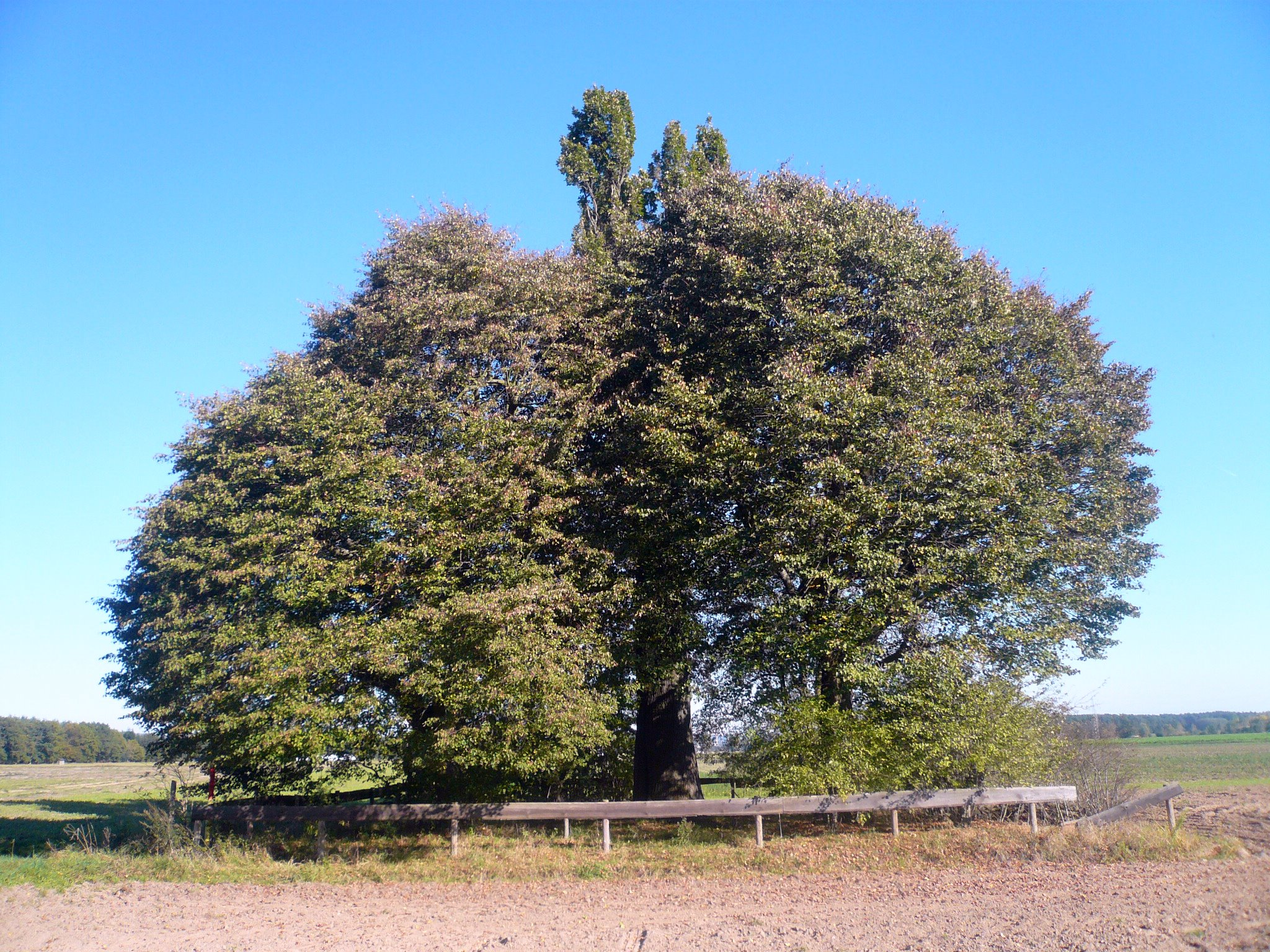
… und von Westen

Ein General der französischen Truppen, die im Siebenjährigen Krieg die Landgrafschaft Hessen von 1759 bis 1763 besetzt hielten, soll eine Wache zum Schutz des Baumes abgestellt haben, damit durchziehende Einheiten die Eiche oder Teile von ihr nicht als Brennholz für ein Lagerfeuer verwendeten. Der General habe auch Samen von ihr nach Frankreich schicken lassen, damit in seiner Heimat Anbauversuche unternommen werden konnten.
Aus dem Jahre 1766 stammt die älteste Zeichnung der Pyramideneiche. Sie zeigt den Baum freigestellt und von einem kleinen, viereckigen Gatter umrahmt. In größerem Abstand befinden sich die nächsten, normalwüchsigen Eichen und Kiefern. Ein Bericht über die Eiche von Johann Christoph Stockhausen befindet sich im Hanauischen Magazin des Jahres 1781:

„Schön, gerade, von einem luftigen Wuchs, und in Proportionen von Stamm und Aesten, die ihr der Maler in einem Ideal nicht besser hätte geben können, steht sie da – die zierliche Eiche, und ragt mit ihrer kegelförmigen Spitze über die andern niedrigeren Bäume, ihre Nachbarn, wie Calypso über ihre Nymphen hervor.“

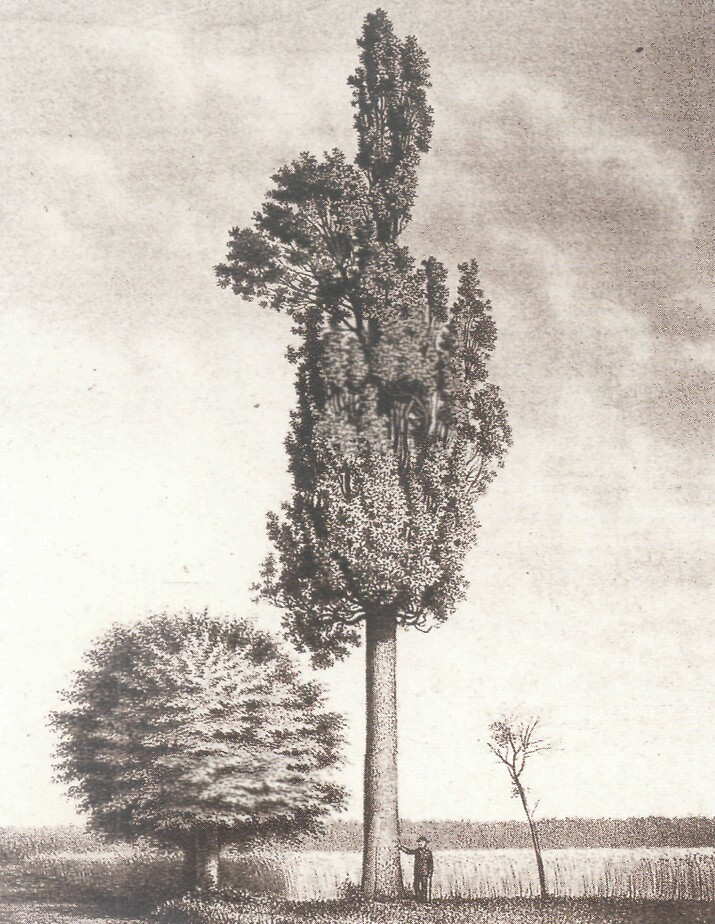
Die Schöne Eiche um 1895

Zu dieser Zeit war die Schöne Eiche rund 100 Fuß (etwa 30 Meter) hoch. Der Schaft hatte einen Anteil von etwa 40 Fuß (zwölf Meter) und die Krone von etwa 60 Fuß (18 Meter). 1789 diente die Schöne Eiche als Titelkupfer für das Forstarchiv. In Gardeners Chronicle erschien sie 1824. Zu diesem Zeitpunkt war sie nur noch 18 Meter hoch und hatte einen Stammumfang von 3,45 Metern.
Seit 1795 ist dokumentiert, dass regelmäßig Reiser zur vegetativen Vermehrung der Schönen Eiche entnommen wurden. Der älteste bekannte auf diese Weise erzielte Baum steht noch im Bergpark Wilhelmshöhe bei Kassel. Es gilt als gesichert, dass alle vorhandenen Pyramideneichen in Zentral- und Nordeuropa von der Schönen Eiche bei Harreshausen abstammen. Diese kultivierten Eichen stammen entweder aus vegetativer Vermehrung oder von einer der zahlreichen Samenlieferungen. Die Samen wurden seit Ende des 18. Jahrhunderts unter dem Botaniker Borkhausen in viele europäische Länder verschickt.
Der Botaniker Robert Caspary stellte als Erster die Behauptung auf, dass alle Pyramideneichen in Mitteleuropa von der Schönen Eiche abstammen. Er untersuchte 1873 die Eiche sehr gründlich und ermittelte einen Stammumfang in Brusthöhe von 3,05 Metern. Etwas später, 1875, besuchte der Landschaftsgärtner Eduard Petzold die Schöne Eiche und gab einen Umfang von zehn Fuß (etwa 3,3 Meter) in einem Meter Höhe an.

### Entwicklung bis zur Gegenwart
Schon in den 1770er Jahren soll sie durch einen Blitz einen oberen Teil der Krone verloren haben.
1871 wurde die Schöne Eiche wieder vom Blitz getroffen und am 27. Juli 1928 verlor sie bei einem schweren Gewittersturm einen weiteren Teil ihrer Krone, wodurch die vollkommene Pyramidenform stark litt. Ein Einheimischer berichtete:

„Der Blitz zerschmetterte ihr die Krone. Eine Ruine, mit verwelktem Laub trauernd nach der einen Seite niedergebeugt, so stand sie lange da.“

Dieses Ereignis überstand die Eiche aber recht gut. Sie regenerierte sich und trieb aus den verbliebenen Seitenästen neu aus. Im Mai 1959 wurde sie als Naturdenkmal unter Naturschutz gestellt und 1978 saniert. Der Zustand der Eiche ist heute, in Anbetracht des hohen Alters, recht gut. Der Stamm weist einige morsche Stellen auf und ist teilweise hohl. Die Krone, die teilweise durch Seile gesichert wird, ist schütter.
1990 hatte der Stamm in 1,3 Meter Höhe einen Umfang von 3,84 Metern bei einer Höhe von 19 und einem Kronendurchmesser von 9 Metern. Um das Jahr 2000 hatte die Eiche einen Stammumfang von 4,21 Metern, auf einem Meter Höhe gemessen.

## Nachkommenschaft

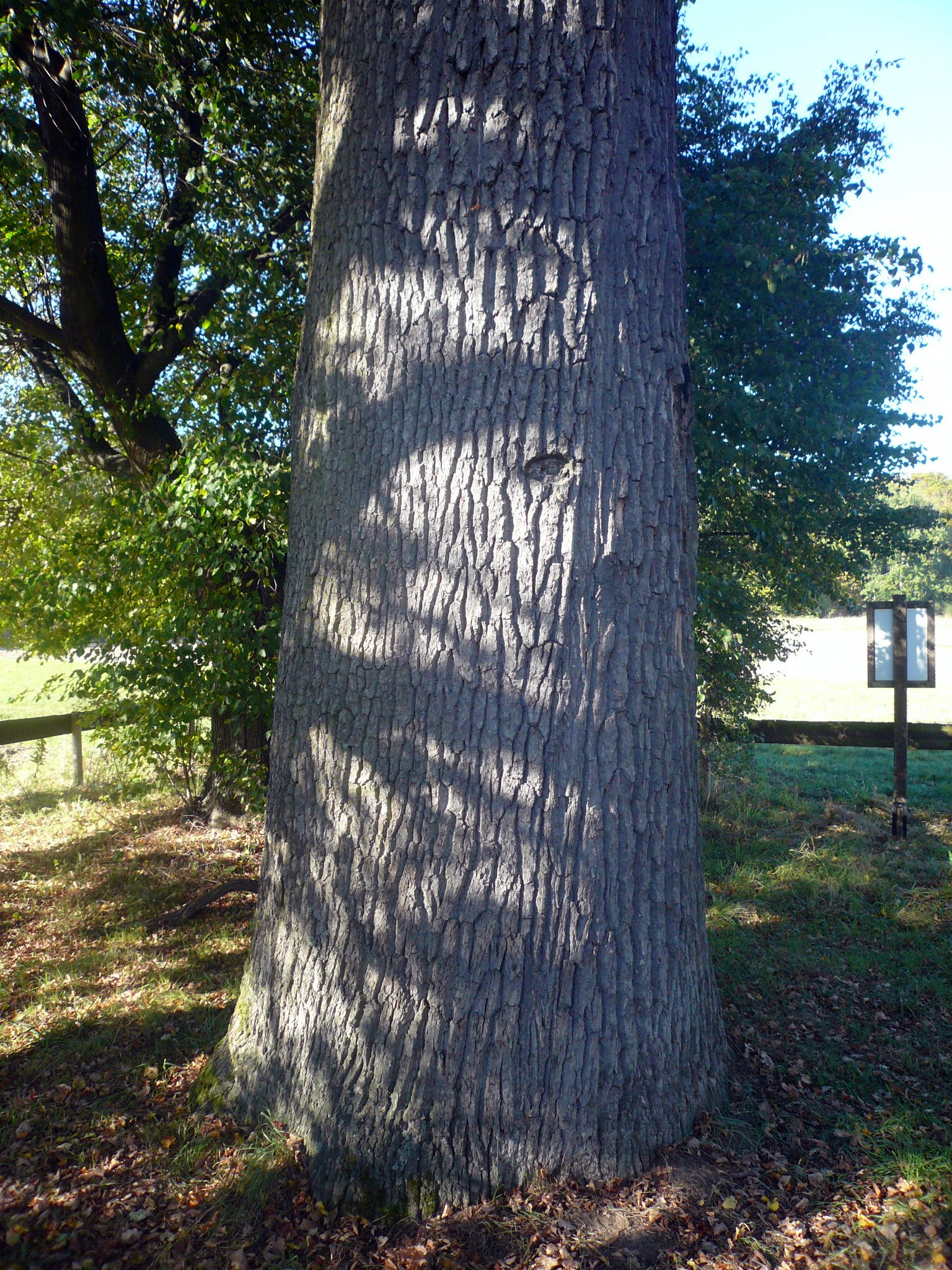
Astfreier Stamm der Schönen Eiche

Vegetativ vermehrt, behalten die Nachkommen die Form grundsätzlich bei. Sämlinge, die eine Säuleneiche als Mutterpflanze haben, zeigen alle einen mehr oder weniger aufrechten Wuchs.
Seit 1795 wurden immer wieder Reiser für Veredelungen entnommen, die als botanische Rarität zum Teil teuer verkauft wurden. Die Abkömmlinge der Schönen Eiche lassen sich deshalb nicht mehr komplett überblicken. Großen Anteil an der Verbreitung der Sämlinge und Reiser der Schönen Eiche hatten die Fürstenhäuser und insbesondere die hessischen Landgrafen, die die Pflanzen als dekorative Bäume für größere Gärten, Parks und Alleen verschenkten. Ihre Nachkommen wachsen teilweise schneller als die Mutterpflanze.
In Schwerz-Dammendorf im Saalekreis (Sachsen-Anhalt) befindet sich eine Pyramideneiche mit einem Alter von ungefähr 200 Jahren. Sie hatte im Jahr 2006 einem Stammumfang von 5,73 Metern, auf einem Meter Höhe gemessen. Die älteste bekannte, von der Schönen Eiche abstammende Pyramideneiche steht seit 1795 im Bergpark Wilhelmshöhe bei Kassel. Sie ist eine durch Veredelung mit einem Zweig der Schönen Eiche erzielte Tochterpflanze.
Andere relativ große, und damit wohl auch recht alte Exemplare „schöner Eichen“ stehen in räumlicher Nähe zur Mutterpflanze, so vor allem im nahen Babenhausen (Hessen), aber auch im Schlossgraben in Darmstadt und im Hof des Klosters in Seligenstadt.
Heute sind 126 Sorten der Stieleiche bekannt, wovon etwa 35 säulenförmigen Wuchs zeigen, im normalen Baumschulhandel sind davon zwei vertreten. Seit Ende des 18. Jahrhunderts wurden viele abweichende Wuchsformen der mitteleuropäischen Eichen selektiert und vermehrt, darunter auch die der Schönen Eiche. Der Höhepunkt der Eichen-Selektion fand Mitte des 19. Jahrhunderts statt. Die Sorten werden anhand gleicher Merkmale in einzelne Gruppen unterteilt; die von der Schönen Eiche abstammenden gehören dabei der Gruppe der Säuleneichen an.
Im Handel gibt es noch die zwei Sorten Fastigiata und Fastigiata Koster. In der Literatur sind für die Sorte Fastigiata als Varietäten die Bezeichnungen Quercus robur var, fastigiata Loud. oder seltener als Form Quercus robur f. fastigiata zu finden. Da die Sämlinge dieser Säuleneichen unterschiedlich ausfallen, dürfte es sich bei den heute unter dem Namen Fastigiata angebotenen Bäumen um eine ganze 'Fastigiata'-Sortengruppe handeln. Die Sorte Fastigiata Koster, ein Sämling von Fastigiata, wächst noch schlanker und straffer aufrecht.

## Geschichten und Sagen

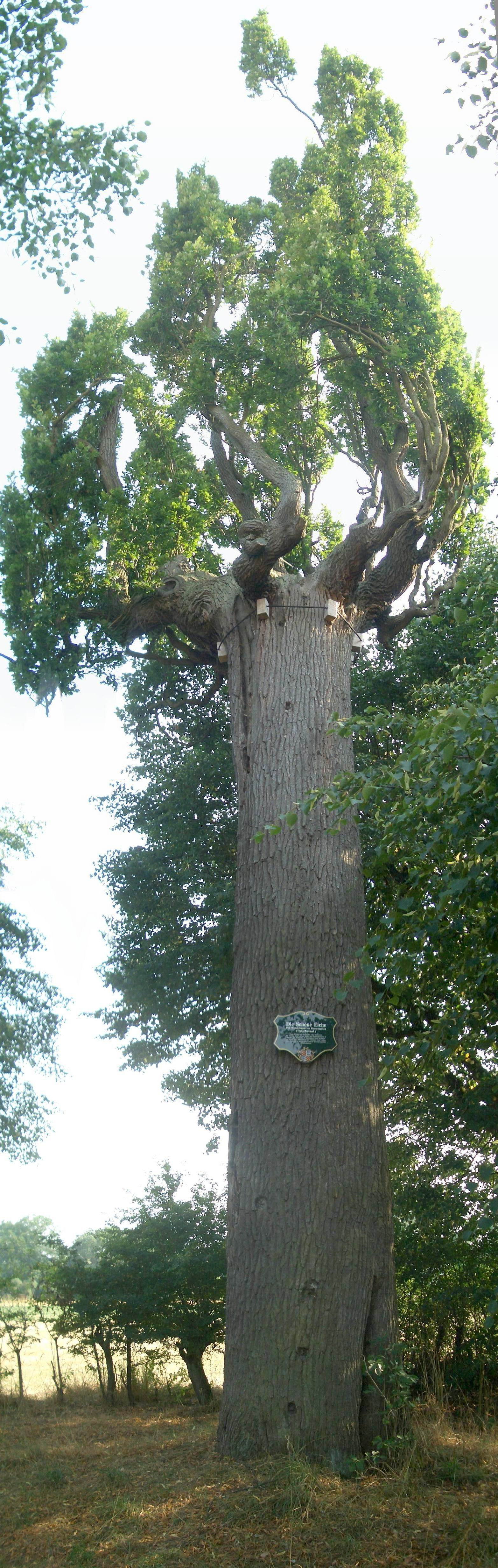
Schlanker, astfreier Stamm der Schönen Eiche

Die Schöne Eiche wurde früher teilweise als Wunderbaum verehrt. Wallfahrer, die auf dem Wege nach Walldürn waren, machten unter ihr Rast und schnitten dabei Rindenstücke, denen heilende Kräfte nachgesagt wurden, aus dem Stamm.
Für die ungewöhnliche Wuchsform gab es in der Vergangenheit immer wieder Erklärungsversuche. Beispielsweise soll einst der Bischof von Mainz auf der Jagd in der Nähe der Schönen Eiche seine Monstranz verloren haben. Sie sei auf die noch junge Eiche gefallen und anschließend in den Stamm eingewachsen. Dies soll die Ursache für den ungewöhnlichen Wuchs der Eiche gewesen sein.
Seit etwa 1800 hält sich eine weitere Legende über die Schöne Eiche bis in die heutige Zeit. Demnach käme der senkrechte Wuchs der Triebe von dem Standort auf einem zugeschütteten Brunnenschacht. In diesem hätten die Wurzeln der Eiche zu wenig Platz und wüchsen nach unten. In gleicher Weise wie die Wurzeln habe sich auch die Krone ausgebildet.
Der Schönen Eiche wurde von einem unbekannten Autoren ein Gedicht gewidmet. Es lautet nach der ersten schriftlichen Überlieferung:

„Du aber, lieber Baum, du Einziger und Zierde deiner Gegend,

Steh und grüne noch durch Jahrhunderte

In das höchste Eichenalter hin

Daß bewundernd noch dich der Enkel seh

Wenn du zu ihm freundlich sprichst: ‚Ich bin –

Ich, den hier schon oft manche Nachwelt sah,

Bin für dich auch noch, wie für jene da.

Freudig sey mein Anblick allzeit dir!

Segnend sey dein Anblick, Freund, auch mir!‘“